# Buddy Daddies
Buddy Daddies (バディ・ダディズ) es una serie de televisión de anime japonesa original animada por P.A Works y producida por Aniplex y Nitroplus. Está dirigida por Yoshiyuki Asai y escrita por Shimokura Vio de Nitroplus y Yūko Kakihara, con Katsutoshi Kitagawa de Round Table componiendo la música. Katsumi Enami proporcionó los diseños de personajes originales, y Souichirou Sako está adaptando los diseños para la animación mientras también se desempeña como director de animación en jefe junto con Sanae Satō. Se estrenó el 7 de enero de 2023.

## Argumento
Un equipo de asesinos que jamás dejan escapar a su presa acaban cuidando de una niña de cuatro años. Así da inicio la vida familiar de un equipo de mortales asesinos a sueldo compuesto por un hombre muy serio y frío y otro muy abierto e impulsivo, y de una pequeña niña inocente. ¿Lograrán compaginar su vida profesional con su vida familiar? ¿Llegará esta peculiar familia temporal a alcanzar la felicidad?

## Personajes
Kazuki Kurusu (来栖一騎 Kurusu Kazuki?)
 Seiyū: Toshiyuki Toyonaga
El compañero asesino de Rei que lo cuida. En servicio, se enfoca en recopilar información por adelantado y ejecutar el plan. Tiene buenas habilidades de comunicación y le gusta apostar. Es bueno cocinando y limpiando. Tenía una esposa, Yuzuko, que estaba embarazada de su hijo, pero los perdió a ambos debido a su trabajo. Diez años después, Kazuki dirige un café junto a Rei.
Rei Suwa (諏訪零 Suwa Rei?)
 Seiyū: Koki Uchiyama
Se especializa en combate en misiones y tiende a exagerar. Se suelta el pelo cuando no está de servicio y vive un estilo de vida hikkikomori, jugando videojuegos toda la noche. Le resulta difícil sonreír, debido a la educación abusiva de su padre, otro asesino profesional. Lentamente se acerca a Miri y acepta su papel como uno de sus padres junto a Kazuki. Diez años después de dejar la Organización Rei y Kazuki dirigen juntos un café, el Diner Nest, donde Rei se ha convertido en mejor chef que Kazuki.
Miri Unasaka (海坂ミリ Unasaka Miri?)
 Seiyū: Hina Kino
Una niña de 4 años que fue enviada por su madre para estar al cuidado de su padre perdido hace mucho tiempo cuando su madre ya no podía criarla. Se revela que su padre era el objetivo más reciente de Kazuki y Rei a quien asesinaron. Kazuki se encarga de convertirse en su guardián y Rei se prepara para el papel más tarde. Le encanta bromear y jugar con Kazuki y Rei. Ella llama cariñosamente a Kazuki y Rei sus "Papás". Diez años después, Miri ahora con 14 años, está en la escuela secundaria y vive feliz con sus dos papás.
Kyūtarō Kugi (九棋久太郎 Kugi Kyūtarō?)
 Seiyū: Toshiyuki Morikawa
El dueño de un café que proporciona a Rei y Kazuki trabajos e información. Él tiene una buena comprensión y es muy perspicaz. Sabe mucho sobre el pasado de Kazuki y Rei, pero se mantiene fuera de su camino y prefiere tratarlos como socios comerciales.
Yuzuko Kurusu (来栖柚子 Kurusu Yuzuko?)
 Seiyū: Shizuka Itō
La difunta esposa de Kazuki. Hace cinco años, ella y Kazuki se casaron y esperaban un hijo. En un día tan terrible, ella estaba caminando por una calle cerca de donde Kazuki perseguía a un hombre en un callejón oscuro, donde el hombre huyó en un vehículo robado. Cuando el tipo se aleja, Ryo Ogino dispara el neumático, lo que hace que el hombre pierda el control del vehículo que conducía y se estrelle contra un camión cisterna de gas adyacente, lo que produce una explosión que alcanza a Yuzuko y le ocasione la muerte.
Karin Izumi (泉かりん Izumi Karin?)
 Seiyū: Ikumi Hasegawa
La hermana menor de Yuzuko y la cuñada de Kazuki.
Shigeki Suwa (諏訪 重毅 Suwa Shigeki?)
 Seiyū: Shinshū Fuji
El padre de Rei y jefe de la organización de asesinos en la que trabajan su hijo. Shigeki es un hombre cruel y de corazón frío, con un comportamiento empresarial rígido y sensato. Un asesino completo y completo, Shigeki piensa muy poco en asesinar a otros, sin importar quiénes sean, y le importa poco o nada el daño colateral o lastimar a inocentes siempre que su negocio se beneficie. Sin corazón y sin compasión ni sentimientos cálidos, la principal preocupación de Shigeki es la estabilidad y el éxito de la organización y hará cualquier cosa para garantizar su supervivencia. Le ha inculcado a Rei las habilidades e ideas de un asesino. Desea que su hijo regrese a casa para que aprenda a liderar la organización. Shigeki le ordena a Rei asesinar a Satoru Kaji, el hombre que lo entrenó para pelear, quien recientemente traicionó a su organización. Al descubrir que Rei vive con Kazuki y Miri, Shigeki envía a Kyutaro una demanda de información sobre ellos. Cuando Rei regresa a casa, su padre le revela que, con el fin de cortar sus lazos que tuvo fuera de la organización, ordenó matar a Kazuki y Miri. Más adelante, Rei hiere a su padre y anuncia que dejará la Organización para estar con su familia real, y luego paraliza intencionalmente su propio brazo derecho para que nunca pueda volver a ser un asesino. Shigeki casi le dispara a Rei por la espalda, pero finalmente lo deja ir.
Satoru Kaji (梶悟 Kaji Satoru?)
 Seiyū: Hiroyuki Kinoshita
Antiguo miembro de la organización y la persona quien entrenó a Rei. Satoru traiciona a la organización por una mujer que le importa más que nada y por la que cambia su forma de vida. Planeaban huir juntos, sin embargo, ella fue asesinada por la organización y Rei es enviado a lidiar con él. Durante su pelea, Satoru llama a Rei un títere y un asesino perfecto, creyendo que Rei nunca cambiaría y continuaría siguiendo ciegamente a la organización. Eventualmente cae y muere cuando la barandilla del edificio en el que estaban luchando se derrumba.
Misaki Unasaka (海坂 美咲 Unasaka Misaki?)
 Seiyū: Nanako Mori
La madre biológica de Miri. Aspiraba a convertirse en cantante, pero tras dar luz a su hija tuvo que renunciar a su sueño. Esto la llevó a odiar a Miri, por lo cual la abandona y comienza a trabajar como cantante en un bar. Tiempo después, reaparece ante Kazuki y Rei y quiere tener de vuelta a Miri. Ella les cuenta que contrajo cáncer de garganta y ya no puede cantar, por lo que su novio y dueño del bar la despidió. Sin saber cuánto le queda de vida, Misaki quiere llevarse a Miri y vivir con sus padres, quienes pueden adoptar a Miri después de su muerte. Al ver que la situación tiene que ver con un mensaje de advertencia por parte de Shigeki, Kazuki y Rei se ven obligados a entregar a Miri de vuelta con su madre. Justo cuando iniciaba una nueva vida con su hija, Misaki es gravemente herida de un disparo por Ogino quien había venido a asesinar a Miri. Antes de morir, Misaki se disculpa entre lágrimas y le pide a Kazuki que cuide de su hija.
Ryo Ogino (小木型了 Ogino Ryō?)
 Seiyū: Mitsuaki Madono
Miembro de la organización y un conocido de Kyutaro. Es un asesino a sangre fría que matará sin tener ningún sentimiento hacia cualquiera que mate. Siempre lleva una libreta donde anota las últimas palabras de sus víctimas. Por órdenes de su jefe, asesina a la novia de Satoru y acompaña a Rei en el asesinato de éste. Más tarde le pide a Kyutaro información sobre Kazuki y Miri. Aunque Kazuki no lo sabe, Ogino es responsable del accidente que ocasionó la muerte de Yuzuko. Días después se dirige al departamento donde vive Miri para asesinarla por orden de Shigeki. Allí, Ogino dispara tanto a Misaki como a Kazuki, matando a la primera, pero se ve obligado a huir cuando se aproxima la policía. Días después, Kazuki y Rei se dirigen a la casa de la Organización, donde se enfrentan a Ogino y tras una difícil pelea, Kazuki apuñala a Ogino en la garganta y Rei lo remata incendiando el lugar donde se encontraban.

## Producción y lanzamiento
Buddy Daddies es producida por Aniplex y Nitroplus. Está dirigida por Yoshiyuki Asai y escrita por Vio Shimokura de Nitroplus y Yūko Kakihara, con Katsutoshi Kitagawa de Round Table componiendo la música, Según Mitsuhito Tsuji y Toba Yosuke, Buddy Daddies está inspirado en algunos de los miembros del personal de anime que tienen hijos.  Los diseños de personajes originales son proporcionados por Katsumi Enami. Se estrenó el 7 de enero de 2023 en Tokyo MX y otros canales. El tema de apertura es «Shock!», interpretado por Ayase, mientras que el tema de cierre es «My Plan», interpretado por DURDN. Crunchyroll obtuvo la licencia de la serie fuera de Asia.

## Recepción
En la 8.ª edición de los Crunchyroll Anime Awards de 2024, Buddy Daddies ganó el premio al Mejor Anime Original. La serie fue nominada a Mejor Comedia, mientras que Miri Unasaka fue nominada a la categoría de Personaje "Que Siempre Debemos Proteger".

### Premios y nominaciones
| Año  | Premios                              | Categoría                                | Destinatario/a | Resultado | Refs.  |
| ---- | ------------------------------------ | ---------------------------------------- | -------------- | --------- | ------ |
| 2024 | 8.ª Edición Crunchyroll Anime Awards | Mejor Anime Original                     | Buddy Daddies  | Ganador   | [ 13 ] |
| 2024 | 8.ª Edición Crunchyroll Anime Awards | Mejor Comedia                            | Buddy Daddies  | Nominado  | [ 13 ] |
| 2024 | 8.ª Edición Crunchyroll Anime Awards | Personaje "Que Siempre Debemos Proteger" | Miri Unasaka   | Nominado  | [ 13 ] |